# Liste von Persönlichkeiten der Stadt Modena
Diese Liste enthält in Modena geborene Persönlichkeiten sowie solche, die in Modena gewirkt haben, dabei jedoch andernorts geboren wurden. Die Liste erhebt keinen Anspruch auf Vollständigkeit.

## In Modena geborene Persönlichkeiten

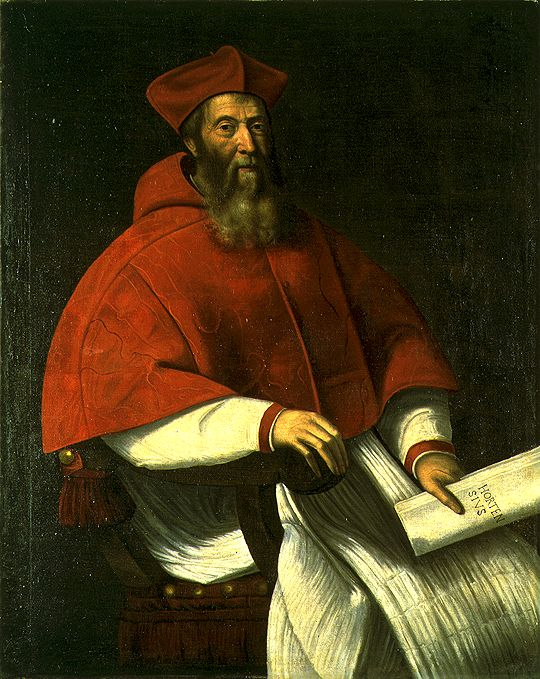
Jacopo Sadoleto

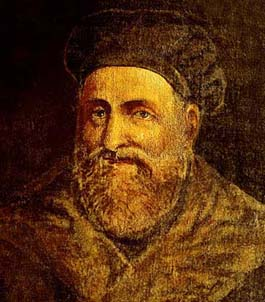
Gabriele Falloppio

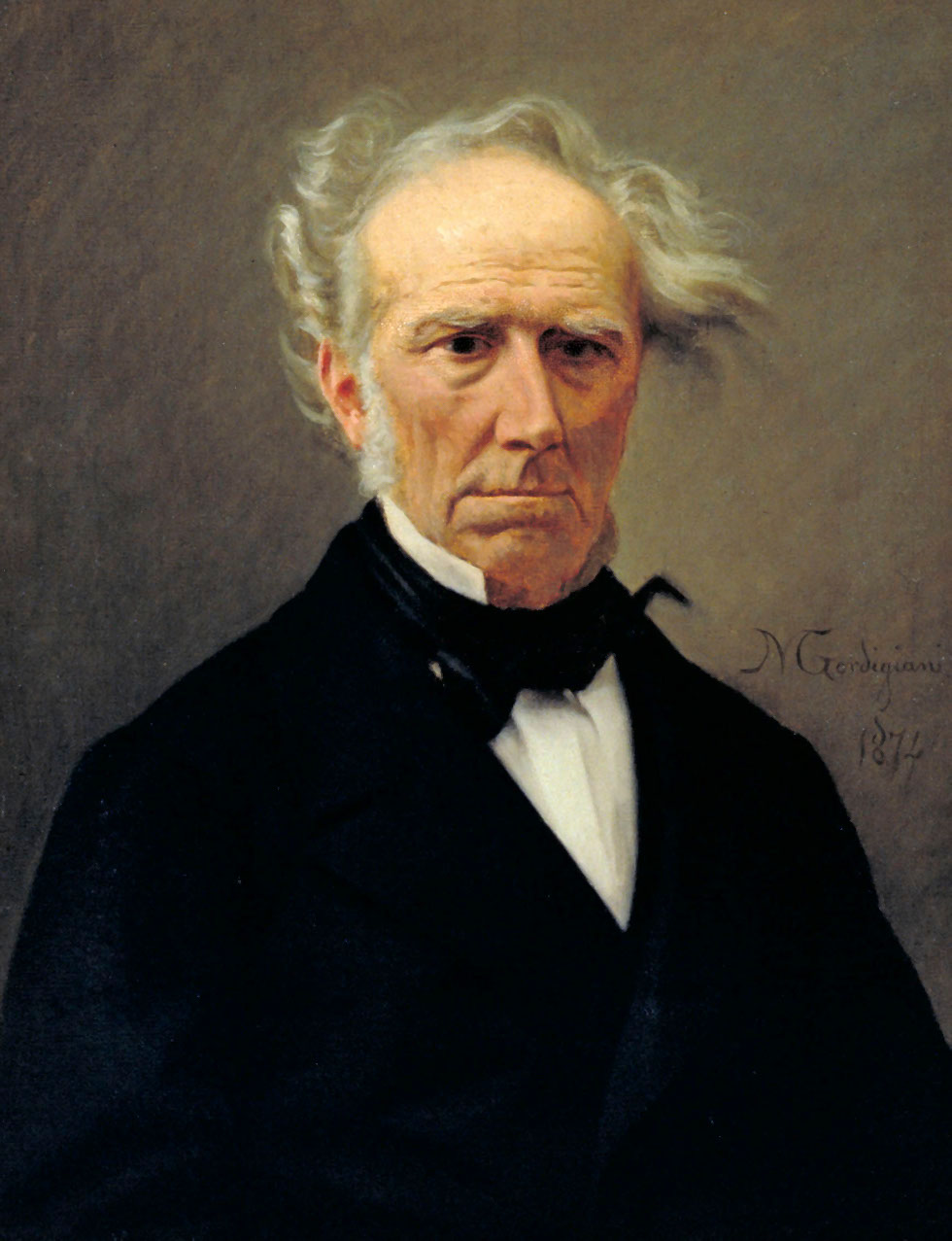
Giovanni Battista Amici

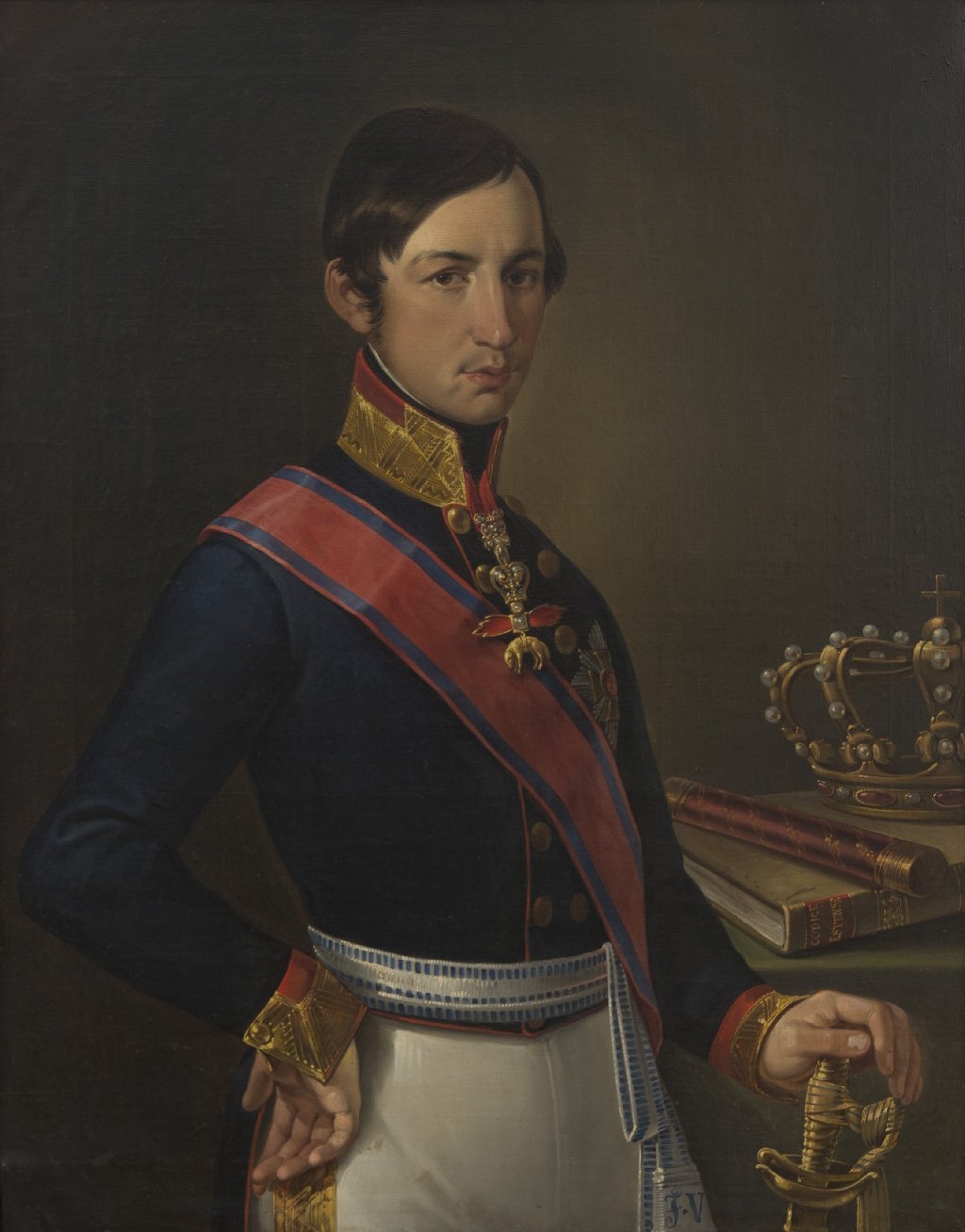
Franz V.

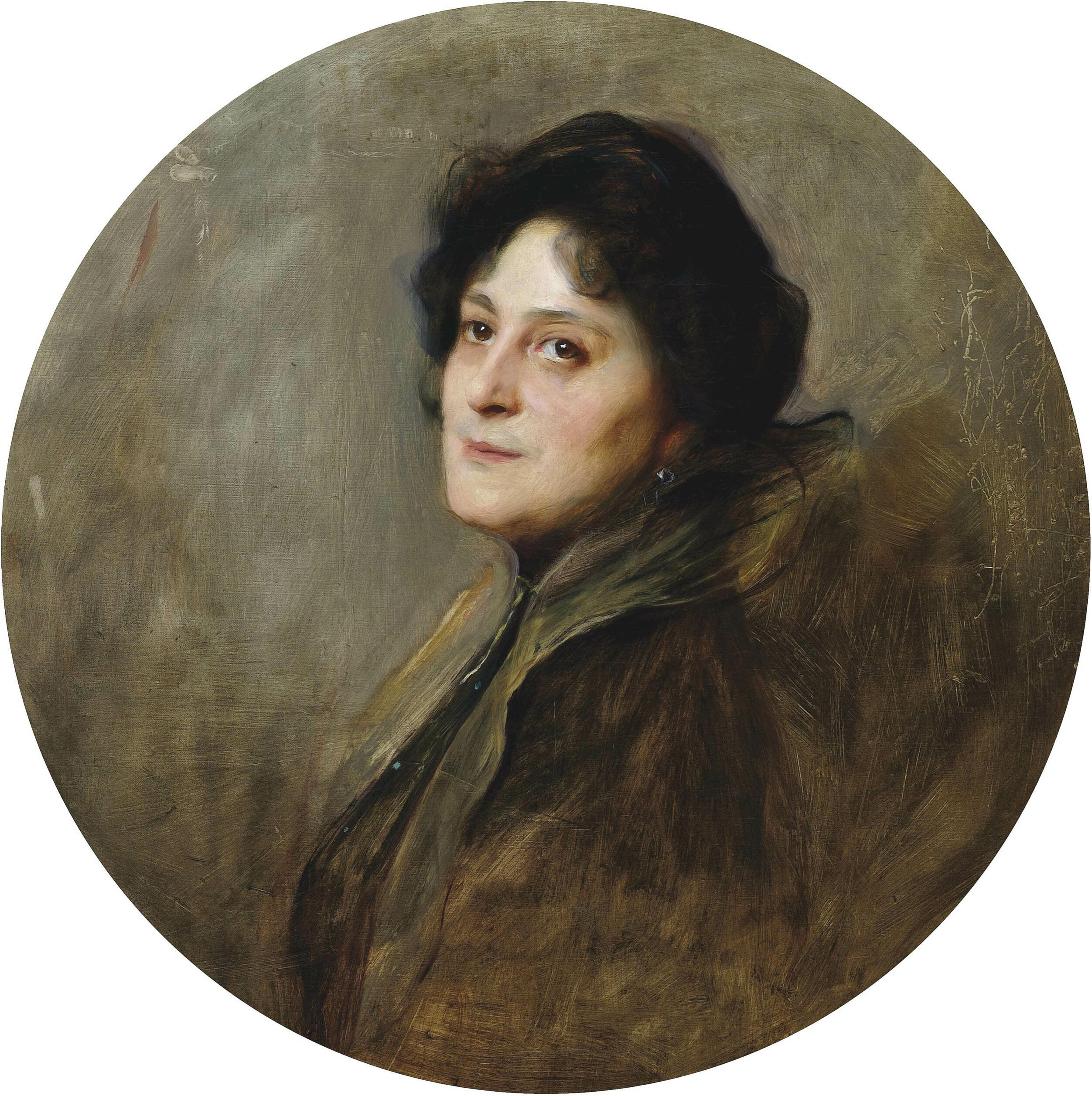
Alice Barbi

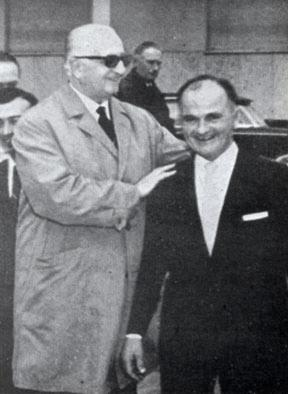
Enzo Ferrari (l.)

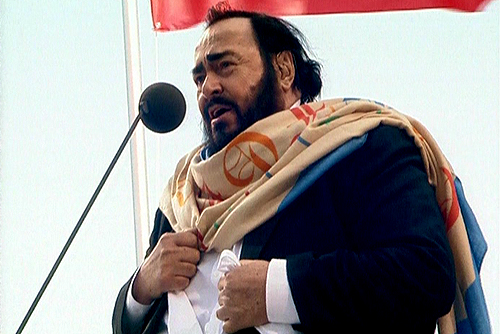
Luciano Pavarotti

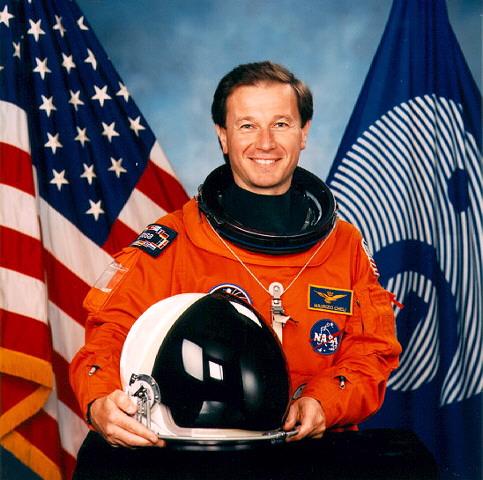
Maurizio Cheli

### Bis 1800
- Thomas von Frignano (um 1305 – 1381), Franziskaner
- Tommaso da Modena (um 1325 – ?), Maler
- Barnaba da Modena (um 1329 – ?), Maler
- Francesco Corradini (15. Jahrhundert), Medailleur
- Bartolomeo degli Erri (um 1432 – um 1482), Maler
- Agnolo degli Erri (um 1440 – um 1482), Maler
- Giovanni Battista Ferraro (1450–1502), Kardinal der katholischen Kirche
- Giacomo Fogliano (um 1467/1468–1548), Komponist und Organist
- Jacopo Sadoleto (1477–1547), Kardinal
- Tommaso Badia (1483–1547), Kardinal der katholischen Kirche
- Francesco Maria Molza (1489–1544), Dichter
- Antonio Begarelli (um 1499–1565), Bildhauer
- Lodovico Castelvetro (um 1505 – 1571), Humanist
- Nicolò dell’Abbate (um 1509 – ?), Maler
- Gabriele Falloppio (1523–1562), Anatom und Chirurg
- Carlo Sigonio (1524–1584), Humanist und Historiker
- Tarquinia Molza (1542–1617), Musikerin und Dichterin
- Orazio Vecchi (1550–1605), Kapellmeister und Komponist
- Alessandro Tassoni (1565–1635), Dichter
- Bartolomeo Schedoni (1578–1615), Maler
- Giacomo Grassetti (1579–1656), Jesuit
- Ippolito Grassetti (1603–1663), Jesuit
- Francesco I. d’Este (1610–1658), Herzog von Modena
- Rinaldo d’Este (1618–1672), Kardinal
- Guarino Guarini (1624–1683), Mathematiker, Philosoph und Architekt
- Giovanni Franchini (1633–1695), Franziskaner
- Geminiano Montanari (1633–1687), Astronom
- Giuseppe Colombi (1635–1694), Komponist und Violinist
- Carlo Vigarani (1637–1713), Bühnenbildner und Theaterarchitekt
- Michelangelo Tamburini (1648–1730), 14. General der Societas Jesu
- Rinaldo d’Este (1655–1737), Sohn des Herzogs Francesco III. d’Este
- Maria Beatrice d’Este (1658–1718), Königin von England, Schottland und Irland
- Giovanni Battista Tibaldi (um 1660 – ?), Komponist und Violinist
- Giovanni Bononcini (1670–1747), Cellist und Komponist
- Antonio Montanari (1676–1737), Violinist und Komponist
- Antonio Maria Bononcini (1677–1726), Komponist und Violoncellist
- Francesco III. d’Este (1698–1780), Herzog von Modena
- Antonio Gaetano Pampani (um 1705 – 1775), Kapellmeister und Komponist
- Domenico Lorenzo Ponziani (1719–1796), Professor für Zivilrecht
- Carlo Livizzani (1722–1802), Kardinal
- Ercole III. d’Este (1727–1803), Sohn des Herzogs Francesco I. d’Este
- Maria Fortunata d’Este (1734–1803), Prinzessin
- Maria Beatrice d’Este (1750–1829), Herzogin von Massa und Carrara
- Antonio Maria Frosini (1751–1834), Kardinal der katholischen Kirche
- Maximilian Joseph von Österreich-Este (1782–1863), österreichischer Fachmann für Artillerie und Festungswesen
- Giovanni Battista Amici (1786–1863), Astronom, Optiker und Physiker

### 1801 bis 1900
- Maria Theresia von Österreich-Este (1817–1886), Erzherzogin von Österreich-Este und Prinzessin von Modena
- Alessio Maria Filippi (1818–1888), römisch-katholischer Bischof
- Franz V. (1819–1875), Erzherzog von Österreich
- Ermete Pierotti (1820–1880), Ingenieur, Architekt und Mathematiker
- Ferdinand Karl von Österreich-Este (1821–1849), Erzherzog von Österreich-Este und Prinz von Modena
- Paolo Ferrari (1822–1889), Lustspieldichter
- Maria Beatrix von Österreich-Este (1824–1906), Infantin von Spanien und Gräfin von Montizón
- Francesco Tavani (1831–1905), katholischer Bischof
- Vincenzo Micheli (1833–1905), Architekt
- Hugo Skala (1833–1913), Baumeister und Abgeordneter zum Österreichischen Abgeordnetenhaus
- Luigi Francesco Valdrighi (1837–1899), Musikschriftsteller und Musikinstrumentensammler[1]
- Pietro Tacchini (1838–1905), Astronom
- Amilcare Malagola (1840–1895), Erzbischof des Erzbistums Fermo und Kardinal
- Rudolf Montecuccoli (1843–1922), k.u.k österreichisch-ungarischer Admiral und Flottenkommandant
- Ernesto Köhler (1849–1907), Flötist und Komponist
- Raffaele Scapinelli di Leguigno (1858–1933), Kurienkardinal der römisch-katholischen Kirche
- Adriano Cappelli (1859–1942), Archivar und Paläograph
- Alice Barbi (1858–1948), Violinistin, Komponistin und Sängerin
- Luigi Della Santa (1866–unbekannt), Fechtmeister
- Giulio Bertoni (1878–1942), Romanist
- Angelo Fortunato Formiggini (1878–1938), Verleger
- Mario Donati (1879–1946), Chirurg
- Alfredo Gollini (1881–1957), Turner
- Angelo Donati (1885–1960), Bankier, Diplomat, Philanthrop
- Mario Roatta (1887–1968), General
- Arnaldo Andreoli (1893–1952), Turner
- Romolo Ferrari (1894–1959), Gitarrist, Komponist und Professor
- Enrico Prampolini (1894–1956), Maler, Bühnenbildner und Designer
- Rudolf Jakob Humm (1895–1977), Schweizer Schriftsteller und Übersetzer
- Enzo Ferrari (1898–1988), Automobilrennfahrer, Rennsportmanager und Gründer des Sportwagenherstellers Ferrari

### 1901 bis 1950
- Carlo Baschieri (* 1903; † unbekannt), Motorradrennfahrer
- Laura Adani (1906–1996), Schauspielerin
- Antonio Delfini (1907–1963), Erzähler, Lyriker, Essayist
- Adolfo Jenni (1911–1997), Schweizer Schriftsteller und Literaturhistoriker
- Arrigo Morselli (1911–1977), Fußballspieler
- Vittorio Cottafavi (1914–1998), Filmregisseur und Drehbuchautor
- Nunzio Montanari (1915–1993), Pianist und Komponist
- Sergio Scaglietti (1920–2011), Automobildesigner und Unternehmer
- Ermanno Pignatti (1921–1995), Gewichtheber
- Gabriele Amorth (1925–2016), römisch-katholischer Priester und Exorzist
- Arrigo Levi (1926–2020), Journalist, Schriftsteller und TV-Moderator
- Sergio Brighenti (1932–2022), Fußballspieler
- Adelmo Bulgarelli (1932–1984), Ringer
- Alfredo Ferrari (1932–1956), Ingenieur
- Mauro Forghieri (1935–2022), Motoren- und Rennwagen-Konstrukteur
- Mirella Freni (1935–2020), Sopran
- Luciano Pavarotti (1935–2007), Tenor
- Romano Garagnani (1937–1999), Sportschütze
- Franca Stagi (1937–2008), Industriedesignerin und Architektin
- Francesco Guccini (* 1940), Songwriter, Sänger und Schriftsteller
- Pier Aldo Rovatti (* 1942), Philosoph
- Cesare Bastelli (* 1949), Regisseur, Produktionsassistent und Kameramann
- Wainer Vaccari (* 1949), Maler, Skulpteur und Illustrator
- Carlo Giovanardi (* 1950), Politiker

### Ab 1951
- Gustavo Corni (* 1952), Historiker
- Paolo Garuti (1955–2023), Bibelwissenschaftler
- Maurizio Cheli (* 1959), Astronaut
- Massimo Bottura (* 1962), Koch
- Luca Cadalora (* 1963), Motorradrennfahrer
- Stefano Modena (* 1963), Formel-1-Rennfahrer
- Ivo Pulga (* 1964), Fußballspieler und -trainer
- Maurizio Vandelli (* 1964), Radrennfahrer
- Giacomo Morandi (* 1965), römisch-katholischer Geistlicher und Bischof von Reggio Emilia-Guastalla
- Elisabetta Gualmini (* 1968), Politikwissenschaftlerin und Politikerin
- Achille Succi (* 1971), Jazzmusiker
- Giovanni Guidetti (* 1972), Volleyballtrainer
- Stefano Sacchetti (* 1972), Fußballspieler und -trainer
- Adriana Serra Zanetti (* 1976), Tennisspielerin
- Lorenzo Fonda (* 1979), Regisseur und Künstler
- Antonella Serra Zanetti (* 1980), Tennisspielerin
- Luca Perciballi (* 1984), Jazz- und Improvisationsmusiker
- Marco Benassi (* 1994), Fußballspieler
- Alex Ferrari (* 1994), Fußballspieler
- Claud Adjapong (* 1998), Fußballspieler
- Samuele Cottafava (* 1998), Beachvolleyballspieler
- Valentina Gottardi (* 2002), Beachvolleyballspielerin

## Bekannte Einwohner von Modena
- Giovanni Maria Bononcini (um 1642 – 1678), Violinist und Komponist
- Antonio Giannettini (1648–1721), Organist, Kapellmeister und Komponist
- Juan Carlos de Borbón (1822–1887), Graf von Montizón und Thronprätendent
- Hermann von Löhner (1842–1902), österreichischer Dramatiker und Literaturhistoriker
- Giovanni Manfredini (* 1963), Maler

## Ehrenbürger der Stadt Modena
- 2001: Michael Schumacher (* 1969), Autorennfahrer